# Helmut Körnig
Helmut Körnig (Głogów, 12 settembre 1905 – Dortmund, 5 marzo 1973) è stato un velocista tedesco.

## Palmarès

### Olimpiadi
- Argento a Amsterdam 1928 nella staffetta 4×100 metri.
- Argento a Los Angeles 1932 nella staffetta 4×100 metri.
- Bronzo a Amsterdam 1928 nei 200 metri piani.